# Ópera Nacional de Hungría

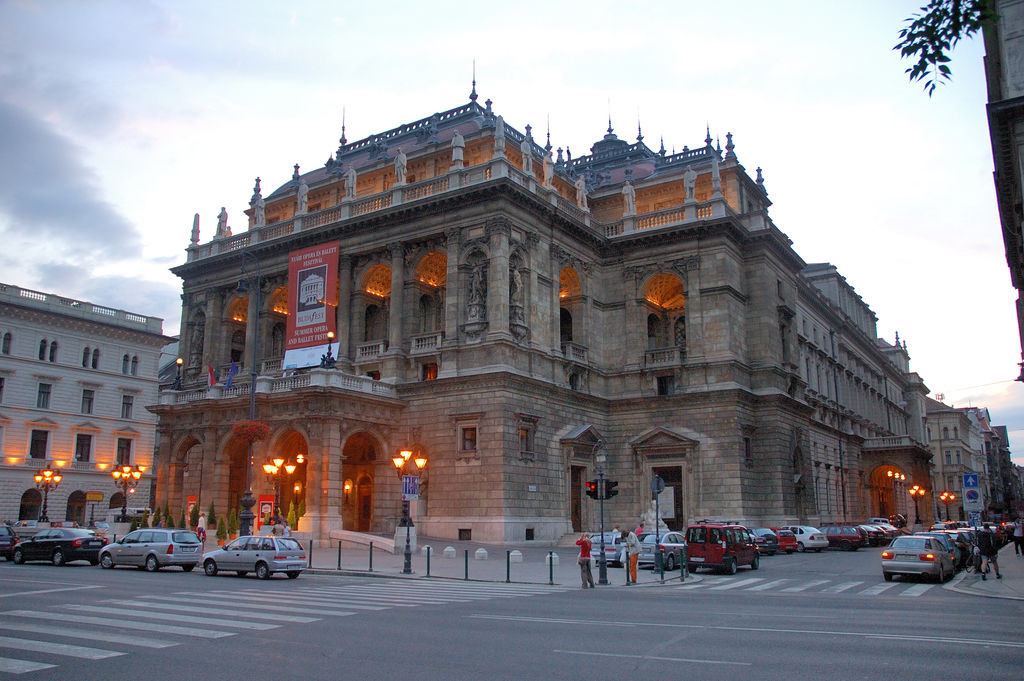
Ópera Nacional de Hungría.

La Ópera Nacional de Hungría (en húngaro Magyar Állami Operaház), también conocida como Ópera de Budapest, es una ópera neorrenacentista ubicada en el centro de Budapest, en la avenida Andrássy, 22.
Diseñado por Miklós Ybl, el teatro en forma de herradura fue abierto en 1884 en presencia del Emperador Francisco José I y albergó una capacidad para 2400 espectadores, en su momento rivalizó con la Wiener Staatsoper (Ópera de Viena).
Fue remozado y reducido en capacidad en 1980, actualmente posee una para 1289 espectadores.
El compositor y director Gustav Mahler fue director artístico del teatro entre 1887-1891 iniciando una era dorada a la que se sumaron Richard Strauss, Wilhelm Furtwängler y Otto Klemperer (1947-1950).
La orquesta residente es la Orquesta Filarmónica de Budapest.
El segundo teatro de ópera de la ciudad es el Teatro Erkel, más grande y donde se alternan ballet, concierto y ópera.

## Imágenes

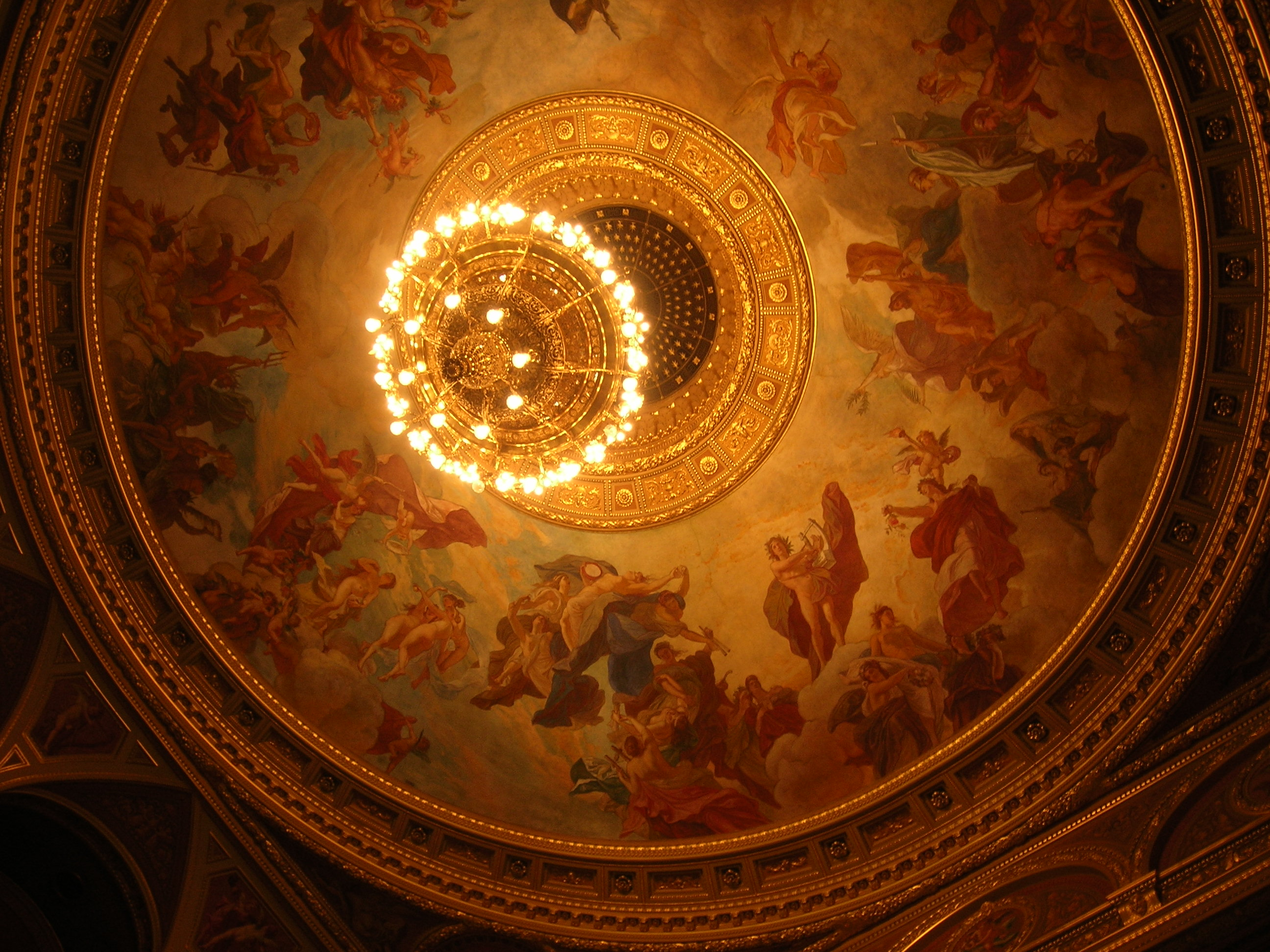
Apoteosis de la Música
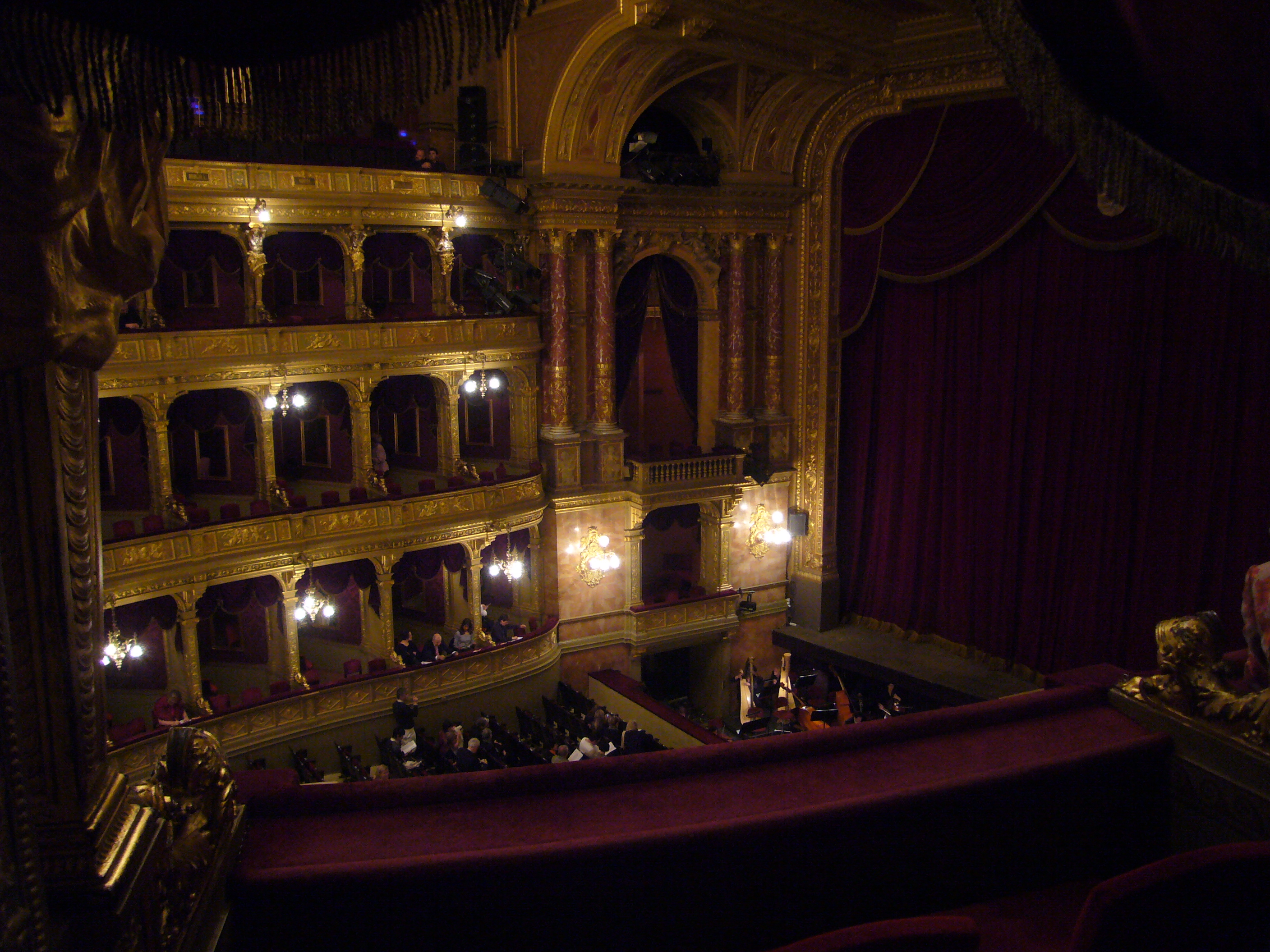
Interior de la ópera
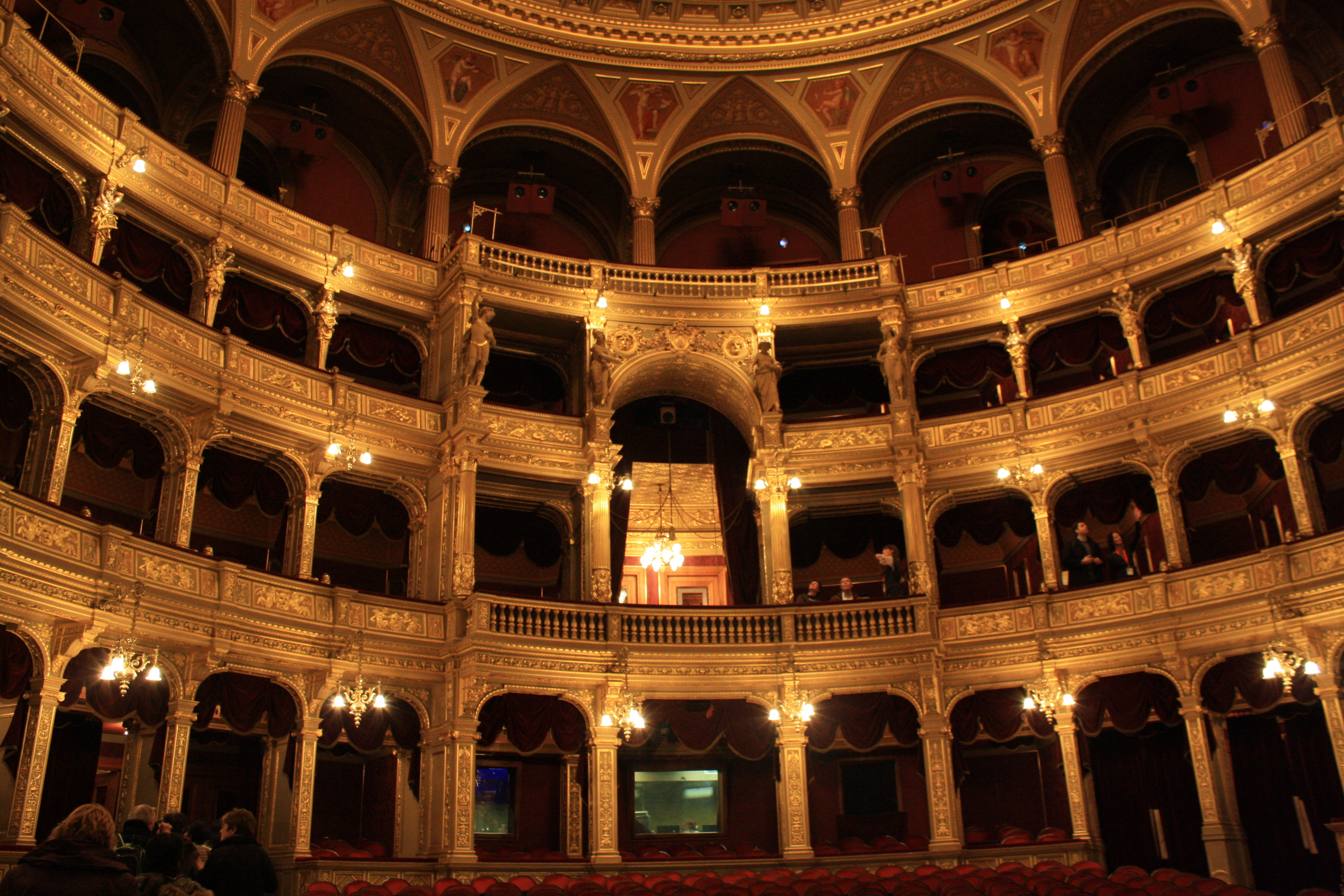
Palcos de espectadores
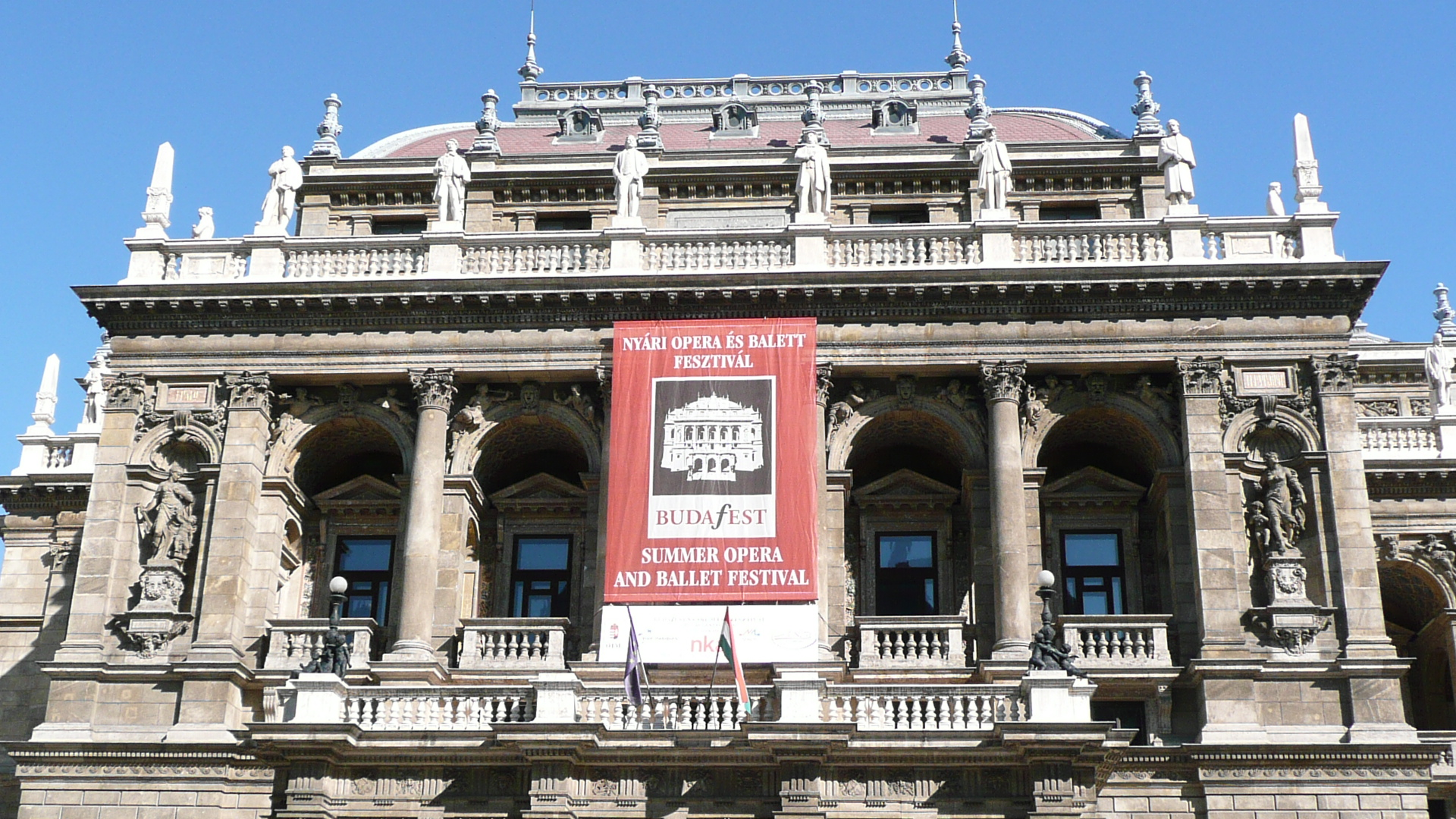
Fachada de la ópera
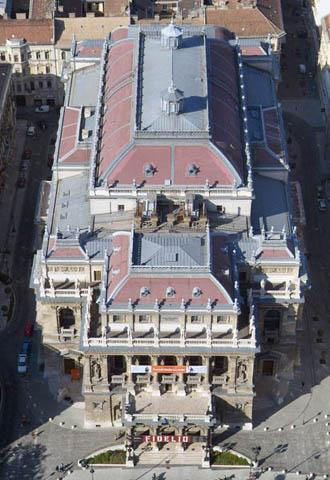
Vista aérea